# A Long March: The First Recordings
Albums de As I Lay Dying
Shadows Are Security
(2005) An Ocean Between Us
(2007)
A Long March: The First Recordings est une compilation du groupe de metalcore américain As I Lay Dying. Sortie en 2006, elle réunit des ré-enregistrements, les 12 pistes de leur premier album (Beneath the Encasing of Ashes) sorti en 2001 et les 5 pistes que le groupe avait enregistrées pour le split CD As I Lay Dying / American Tragedy.

## Liste des titres
Les pistes nos 1-5 sont des ré-enregistrements ; les pistes nos 6-17 sont tirées de l'album Beneath the Encasing of Ashes publié par le groupe en 2001 ; les pistes nos 18-22 proviennent du split CD As I Lay Dying publié par le groupe en 2002.

La piste Beneath the Encasing of Ashes (no 6) de cette compilation est plus courte que la version originale disponible sur l'album éponyme.
1. Illusions - 04:06
2. The Beginning - 03:28
3. Reinvention - 04:59
4. The Pain of Separation - 02:56
5. Forever - 04:42
6. Beneath the Encasing of Ashes - 02:47
7. Torn Within - 01:46
8. Forced To Die - 02:41
9. A Breath in the Eyes of Eternity - 02:56
10. Blood Turned To Tears - 01:35
11. The Voices That Betray Me - 02:56
12. When This World Fades - 02:30
13. A Long March - 01:55
14. Surrounded - 00:51
15. Refined by Your Embrace - 01:43
16. The Innocence Spilled - 03:37
17. Behind Me Lies Another Fallen Soldier - 04:09
18. Illusions - 03:54
19. The Beginning - 02:46
20. Reinvention - 04:54
21. The Pain of Separation - 02:48
22. Forever - 04:10

## Composition du groupe
- Tim Lambesis - chant
- Jordan Mancino - batterie
- Phil Sgrosso - guitare
- Nick Hipa - guitare
- Clint Norris - basse

## Collaborateurs
- Jacob Bannon - design, photographie
- Jeff Forest - ingénierie, mixage audio
- Tim Lambesis - production
- Paul Miner - ingénierie
- Steve Russell - production, ingénierie, mixage audio
- Andy Sneap - mixage audio
- Brad Vance - mastering[1]